# 20832 Santhikodali
20832 Santhikodali este un asteroid din centura principală de asteroizi.

## Descriere
20832 Santhikodali este un asteroid din centura principală de asteroizi. A fost descoperit pe 24 octombrie 2000 la Socorro, New Mexico, în cadrul proiectului LINEAR. Asteroidul prezintă o orbită caracterizată de o semiaxă mare de 2,78 ua, o excentricitate de 0,14 și o înclinație de 5,2° în raport cu ecliptica.